# Yates Racing
Yates Racing (conocido también como Robert Yates Racing) fue un equipo de automovilismo de velocidad estadounidense fundado por Robert Yates, gracias a la compra al equipo Ranier-Lundy. Compitió en la categoría de stock cars Copa NASCAR desde 1989 hasta 2009 con base en Mooresville, Carolina del Norte. Corriendo para la marca Ford, cosechó un título de pilotos en 1999, y 58 victorias, logrando tres en las 500 Millas de Daytona, dos en las 600 Millas de Charlotte y dos en las 400 Millas de Daytona.

## Era Allison (1989-1993)
Ranier-Lundy vendió su equipo a Robert Yates en 1989, y Davey Allison compitió con el Ford número 28. Ganó en las 500 Millas de Alabama y las 400 Millas de Daytona y consiguió siete top 5, para terminar undécimo en la Copa NASCAR. En 1990, Allison obtuvo dos victorias en Bristol y Charlotte, y acumuló cinco top 5, y 10 top 10, quedando ubicado 13º en el campeonato.
Allison ganó cinco carreras, y logró 12 top 5 en 1991, sin embargo fue superado por Dale Earnhardt y Ricky Rudd y quedó tercero en la tabla de pilotos. También resultó tercero en 1992, triunfando en cinco carreras, siendo la más destacada en las 500 Millas de Daytona. Con un total de 15 top 5, quedó por detrás de Alan Kulwicki y Bill Elliott por corto margen.
En la temporada de 1993, Allison logró ganar en Richmond y finalizar seis en los cinco primeros lugares en las primeras 16 fechas, ubicándose quinto. Sin embargo, lamentablemente, el 13 de julio, Allison falleció producto de un accidente con su helicóptero, al intentar aterrizar rumbo al circuito de Talladega.

## Era Irvan-Jarrett (1994-1999)
Robby Gordon, Lake Speed, y Ernie Irvan pilotaron el Ford número 28 por el resto de 1993, con Irvin ganando dos veces. En 1994, Ernie Irvan se convirtió en piloto titular del equipo, obteniendo tres victorias y 13 top 5 en las primeras 20 fechas, estando segundo en el campeonato detrás de Dale Earnhardt. En la fecha 21 en Míchigan en agosto, se lesionó en la cabeza en un fuerte accidente que casi le costó la vida. Kenny Wallace lo reemplazó en el resto de la temporada.
Mientras Irvan se estaba recuperándose de la lesiones, Dale Jarrett corrió el Ford número 28 en 1995, logró una victoria en Pocono, nueve top 5 y 14 top 10, que le significaron terminar 13º. Además, Ernie Irvan regresó a la competencia, manejando el Ford número 88, el segundo auto de Yates, durante tres carreras y logró 2 top 10.
En 1996, Yates puso en la pista dos autos a tiempo completo, con Irvan intercambiando lugares con Jarrett en 1996; lo que significa que Jarrett fue al No. 88 y Irvan volvió al No. 28. Jarrett terminó tercero en el campeonato tras ganar cuatro carreras, entre ellas las 500 Millas de Daytona, las 600 Millas de Charlotte y las 400 Millas de Brickyard y sumar 17 top 5. Mientras que Irvan, ganó en New Hampshire, su primera victoria desde la recuperación de la lesión, y en Richmond; con un total de 12 top 5 llegó al décimo lugar en el campeonato. 
Al año siguiente, Jarrett logró siete victorias y 20 top 5, pero fue subcampeón, por detrás de Jeff Gordon. En tanto, que Irvan ganó en Míchigan, la misma pista en la que casi muere tres años atrás, y cosechó 5 top 5 y 13 top 10, para terminar 14º en la tabla general, en lo que fue su último año en el equipo.
Jarrett ganó tres carreras y consiguió 19 top 5 en 1998, de forma que terminó tercero. También, el piloto que reemplazó a Irvin, Kenny Irwin Jr., logró un top 5 para finalizar en la posición 28 en el campeonato. Finalmente, en 1999, Jarrett pudo conseguir su primer y único título en la Copa NASCAR al cosechar cuatro triunfos y 24 top 5. En tanto, Irwin sumó 2 top 5 y resultó 19º en el campeonato.

## Era Jarrett-Rudd (2000-2002)
Jarrett ganó dos carreras en 2000, entre ellas su tercera victoria en las 500 Millas de Daytona, y sumó 15 top 5, lo cual le bastó para quedar cuarto. En cambio, se sumó Ricky Rudd al equipo, reemplazando a Kenny Irwin Jr., y a pesar de no ganar, obtuvo 12 top 5, resultando quinto en la tabla de pilotos.
Rudd obtuvo dos victorias y 14 top 5 en 2001, de modo que finalizó cuarto en el campeonato. Mientras que Jarrett consiguió cuatro triunfos y 12 top 5, logrando el quinto lugar en el campeonato. En 2002, Jarrett cosechó dos triunfos y 10 top 5, y Rudd obtuvo un triunfo y 8 top 5, de modo que resultaron noveno y décimo en el campeonato, respectivamente.

## Declive (2003-2009)
Rudd dejó el equipo Yates en 2003, siendo reemplazado por Elliott Sadler en el renumerado Ford número 38 (antes el 28). Logró dos top 5 para culminar 22º en el campeonato. En tanto Jarrett logró una victoria, pero hizo una mala temporada y terminó 26º en el campeonato.
En 2004, Sadler obtuvo dos triunfos y ocho top 5, para finalizar noveno en el campeonato. Jarrett logró 6 top 5, de modo que logró el decimoquinto puesto en el campeonato. Sadler logró un top 5, pero con sus 12 top 10, lo único en la posición 13 en la tabla general en 2005. Mientras Jarrett, logró su última victoria en la categoría en Talladega, de modo que finalizó 15º en el campeonato con un total de 4 top 5 y 7 top 10.
En la temporada 2006, Jarrett logró un top 5 para acabar 23º en el campeonato, en lo que fue su última temporada con el equipo Yates, antes de irse al equipo de Michael Waltrip. En tanto, Sadler obtuvo un top 5 en las primeras 22 fechas, antes de dejar el equipo y sumarse al Evernham Motorsports. David Gilliland lo reemplazó en el Ford número 38.
Gilliland fue el encargado de pilotar el auto número 38 en 2007, logrando un top 5 y dos top 10, para finalizar 28º en el campeonato. Mientras, Ricky Rudd regresó al equipo, pero solamente logró un top 10, de forma que finalizó en el puesto 33 en el campeonato.
En 2008, Travis Kvapil reemplazó a Ricky Rudd en el Ford número 28, cosechando cuatro top 10, para finalizar 23º en el campeonato. Además, Gilliland obtuvo un top 5 y dos top 10, para concluir 27º en la tabla de pilotos.
Paul Menard manejó el Ford número 98 en 2009, pero no logró resultados destacables, de modo que finalizó 31.º en el campeonato. Kvapil corrió las primeras cinco fechas de la Copa NASCAR, antes de que el equipo cancelará las operaciones del auto número 28 debido a la falta de patrocinio. Además, Yates hizo una alianza con el equipo Hall of Fame, para poner en pista el Ford número 96, manejado por Bobby Labonte, siendo este último reemplazado por Erik Darnell en siete pruebas.
En 2010, Yates Racing fue absorbido entre Richard Petty Motorsports y Front Row Motorsports, y el auto No. 96 cerró operaciones. Los puntos del campeonato de propietarios del equipo Yates (el número 96 y 98) fueron transferido a Front Row. Mientras, Richard Petty pasó a tener el auto número 98 y pasó de la marca Dodge a Ford.